# Cubillo del Campo
Cubillo del Campo est une commune d'Espagne dans la communauté autonome de Castille-et-León, province de Burgos. Elle s'étend sur 14,06 km2 et comptait environ 102 habitants en 2021.